# ساربان سرگردان
ساربان سرگردان جلد دوم جزیرهٔ سرگردانی نوشته سیمین دانشور است که در شهریور ۱۳۸۰ به چاپ رسید.

## دیدگاه‌ها و نقد اثر
هنوز جلد سومش در بند «دیدار دل است نه گفتار زبان. گفتار دراز نه، ایجاز آری، تکلف و ابهام نه، سادگی آری» و آن هم در زمانی که به گفته سیمین «این روزها همه طوری حرف می‌زنند که آدم هیچ نفهمد… نویسندگان هم طوری می‌نویسند که حتی من به سختی می‌فهمم.» «محمد علی سپانلو» که سووشون را در سلوک رمان اجتماعی ایران، نخستین اثر پر و پیمان دانسته و بر این باور است که «ازتهران دهشتناک تا سووشون رمان اجتماعی ایران به درازای عمر ۵۰ ساله، سیر پویایی را دنبال کرده‌است» به رمان سه جلدی «جزیره سرگردانی» نیز چنین اشاره می‌کند: «آخرین اثر مطرح شدهٔ خانم دانشور رمان «جزیره سرگردانی» است که من از دیر باز شاهد شکل گیری آن و لطمه‌ای که سانسور به آن زده بود، بوده‌ام.» اما ساربانِ عاشق که پی در پی پای آدم‌هایش را به سیاست و جامعه می‌کشاند و دلبسته دنیایی است «عاری از سدهای طبقاتی و فرقه‌ای و هر گونه ستمی»، و می‌خواهد از «حقیقتِ فراتر رود و حقیقت یابی» کند، در «ساربانْ سرگردان» باز سراغ همان آدم‌هایی می‌رود که در جلد نخست بدان‌ها پرداخته گویی هنوز لایه‌هایی از آدم‌ها باز در سایه‌اند و باید روزی در جلد سوم شاهد دگر دیسی‌هایی از این دست باشیم تا ببینیم پس از شام آخر باز چه کسان را دوباره بر خاج میخکوب خواهد کرد و از ترس، دلیری و از بخل بزرگواری می‌آفرینند و کدامین‌ها «نیست را هست می‌کنند و هست را نیست.»
تقی‌زاده معتقد است که دانشور در این رمان، دیدی تندتر و انتقادی‌تر و شاید خشمگین‌تر پیدا کرده است و جنبۀ اجتماعی-سیاسی اثر پررنگ‌تر شده است، انگار با نوعی پشیمانی از نرمشی که در گذشته در پیش گرفته بود، می‌خواهد دق دلی‌هایش را خالی کند، هم از نظر زندگی شخصی و هم از نظر اندیشه‌های سیاسی فرهنگی رایج در گذشته و نقشی که در تحولات اجتماعی می‌بایست داشته باشد.

## خلاصه داستان
در این میان «سلیم» را داریم که جغرافیای ذهنش جهت یابیش را گم کرده و با پشت پا زدن به عشق و پیمانش به هستی –چون نبود و دربند بود- با نیکو ازدواج می‌کند و اما هنوز فکرش به «چادرشبی است که بستر زفاف او و هستی بود.» هستی که می‌گفت: «درس عشق در دفتر نباشد و تنها یک حلقه مسی بسنده می‌کند و جهیزیه من تنها عشق من است» و در برگه ازدواج او و هستی، فقط امضاهاشان بود و حالا، دیگر آن هم نبود. سلیم که با تک گویی‌های ذهنی‌اش همواره در چالش است آخر سر به خود نهیب می‌زند که «آیا من هم یک فریب بودم که نقاب آرامش بر چهره می‌زدم تا هستی سرگردان را نفریبم.» مراد نیز که مهندس معماری است و چریک و ساکنان حلبی آباد او را به نام پوریا می‌شناسند و نام بکتاش را نیز برگزیده تا هستی را گرفتار می‌بیند او نیز با پای خود به زندان می‌رود. چرا که دلبند هستی است و حالا که چرخ چرخیده و هستی را خرد کرده پوریا نیز باید با او باشد. مراد و هستی که زندگی را دالانی می‌دانند، دراز یا کوتاه، و دوست دارند آگاهانه از آن گذر کنند، به دام مرگی می‌افتند بی‌امان در جزیره سرگردانی. آنجا که سیه‌بادهای کویری داغ تن را می‌گدازد و آدمی در ناپیدایی سراب‌ها گم‌کرده‌راه می‌شود.
شب که می‌رسد، خاموشی جزیره را در نگاهشان به سیاره‌ای مرگ‌زده می‌نماید و هستی با خود پیمان می‌بندد که «اگر از کویر در آید تنها به زنده بودن و زندگی کردن فکر کند.» اما فردایش در تیغ آفتاب و هنگامه جان کندن، ساربانی سرگردان می‌رسد که از روی نقشه باید آن‌ها را از این گرفتاری برهاند. نقشه‌ای که احمد گنجور- شوهر مادر هستی- چیده و از همهٔ نفوذش در دربار پادشاهی یاری خواسته‌است. پس از رهایی و پیش از آنکه پیاده‌ها شاه را مات کنند، هستی و مراد پیمان زناشویی می‌بندند و فرزندی به نام مرتضی – که یکی از شهیدان راه آزادی است – به دنیا می‌آورند. خیزشی به پا خواسته و اما هنوز دل‌ها نگران است: «این مملکت روی گنج خوابیده. متأسفانه مردمش زیر خط فقر و جهل. با فوتی راه می‌افتند و با فسی می‌خوابند. صبحش می‌گویند یا مرگ یا مصدق، عصرش می‌گویند مرگ بر مصدق.» گویی یک سده سکوت بوده و ناگهان همه به زبان آمده‌اند. از آنجا هم که هر سرزمینی ویژگی خود را دارد آب در خوابگه میهن می‌افتد و کوچ‌ها وگریز از ناگزیری‌ها آغاز می‌شود. اما هستی که از سر شوربختی همچون سرزمین‌اش رکورددار است به «طوطک» خود پناه می‌برد و به یاد زنگ انشایی می‌افتد دربارهٔ «آرزو دارید چکاره شوید» و او می‌نویسد «گلسرخی» و به دنبالش سین و جیم‌ها. در خواب و بیداری تمرین سکوت می‌کند و «طوطکش» سنگ صبوری که تنها، راز دل با او می‌گوید. «طوطکی که یا در آستانه پنجره بود یا رو سینه هستی پر پر می‌زد.» طوطکی «که شبه همگونه اوست و هستی می‌کوشد به شبه همگونه خود نزدیک شود. انگار که تاکنون با فکر دیگران می‌اندیشید و سخن دیگران را می‌گفت با خویشتن به چالش می‌پردازد و با پذیرش اینکه» زاده شدن دشوار است.
هر زاده شدنی به جایی می‌رسد که راه رستگاری آدمی را برپا داشتن پادشاهی جهانی عشق می‌داند. وی در دنیایی که آدم بودن دشوار است و اندیشه و گفتار و کردار همسان نیست به «طوطیک» می‌گوید: «دلت خوش است که از بازی و سرود و آواز حرف می‌زنی؟» چرا که طوطکش گفته بود: «زندگی سرودی است با محبت بخوانش. زندگی یک بازی است، با سرور بازیش کن، اما آگاه باش که اصل زندگی سفر در گردونه‌ای است میان زایش و مرگ… مرگ نهایت نیست. جان است که ماندگار است.» اما این تنها هستی نیست که چنین به در کام ژرفنای زندگی فرومی‌رود. سلیم نیز چنان از هم می‌پاشد که انگار خدایش را از دست داده. مار و خار فکرش جا خالی داده و نیش حسد را با خود برده بود و دوستی‌هایش را هم‌چنان با مراد و سلیم ادامه می‌دهد. در ادامه رمان، پر رنگ شدن نقش شاهین- برادر هستی- را داریم که با زوال پادشاهی کیا و بیایی می‌یابد که هستی نیز از این دگرگونی شگرف و آنی به شگفت رده می‌شود و تازه می‌فهمد که هر زایش نویی آیین و مرام ویژه خود را دارد. جنگ ایران و عراق هم شروع می‌شود و آن‌ها که از جبهه برمی‌گردند می‌گویند: «با همان آبی که در اختیار داریم وضو می‌گیریم. دیگر کسی به فکر کُر نیست.» مراد و هستی می‌خواهند رهسپار جبهه شوند که آخر سر، هستی بخاطر مرتضی و بی بی جان – مادرشوهرش- می‌ماند و مراد چشم انتظار سپیدهٔ فردا که راهی شود. آن شب، با سپاس پروردگار، به آنچنان آذرحشی ماننده می‌شود که به گفته سیمین دانشور «حتی نمی‌شود درباره‌اش نوشت، چرا که قلم هم خواهد شکافت.»

## ویژگی‌های رمان
- چاپ اول: ۱۳۸۰ تهران
- تعداد صفحات: ۳۰۷
- آدم‌های داستان:هستی. مامان عشی (عشرت). گنجور. مراد. سلیم